# Antimon
Antimon, còn gọi là ăng-ti-mon, ăng-ti-moan, ăng-ti-moong (bắt nguồn từ từ tiếng Pháp antimoine /ɑ̃timwan/),stibi là một nguyên tố hóa học với ký hiệu Sb với số nguyên tử 51. Là một á kim, antimon có 4 dạng thù hình. Dạng ổn định nhất của antimon là dạng á kim màu trắng-lam. Các dạng màu vàng và đen là các á kim không ổn định. Antimon được sử dụng trong mái lợp chống cháy, sơn, gốm, men, một loạt các hợp kim, công nghiệp điện tử, cao su.

## Tính chất
Antimon ở dạng nguyên tố là một chất rắn kết tinh dễ nóng chảy, cứng màu trắng bạc có tính dẫn điện và dẫn nhiệt kém và bay hơi ở nhiệt độ thấp. Là một á kim, antimon tương tự như kim loại ở bề ngoài và nhiều tính chất cơ lý, nhưng không phản ứng như các kim loại về mặt hóa học. Nó cũng bị tấn công bởi các acid và các halogen theo phản ứng oxy hóa-khử. Antimon và một số hợp kim của nó là bất thường ở chỗ chúng giãn nở ra khi nguội đi. Antimon về mặt hóa địa lý được phân loại như là ưa đồng (chalcophile), thường xuất hiện cùng lưu huỳnh và các kim loại nặng như chì, đồng và bạc.
Ước tính về độ phổ biến của antimon trong lớp vỏ Trái Đất nằm trong khoảng 0,2-0,5 ppm.

## Ứng dụng
Antimon được sử dụng ngày càng gia tăng trong công nghiệp bán dẫn để sản xuất các điốt, các thiết bị phát hiện bằng tia hồng ngoại và các thiết bị dùng hiệu ứng Hall. Ở dạng hợp kim, nó tăng mạnh độ cứng và sức bền cơ học của chì. Ứng dụng quan trọng nhất của antimon là tác nhân làm cứng trong chì để làm các loại ắc quy. Các ứng dụng bao gồm:
- Ắc quy
- Hợp kim chống ma sát
- Hợp kim đúc chữ in
- Đạn cho các vũ khí cầm tay và đạn lửa
- Lớp bọc cho sợi cáp
- Diêm
- Các loại thuốc phòng trừ sinh vật nguyên sinh ký sinh
- Hàn chì
- Hàn thiếc – một vài loại thiếc hàn "không chì" chứa 5% Sb
- Các vòng bi chính và lớn trong động cơ đốt trong (dưới dạng hợp kim như Babit)
- Đã từng được dùng để điều trị bệnh sán máng (hay bệnh Schistosoma, ngày nay Praziquantel là loại thuốc thay thế được sử dụng rộng khắp)
- Được dùng trong các máy in kiểu linô

Các hợp chất của antimon trong dạng các oxide, sulfide, antimonat natri, trichloride antimon được dùng làm các vật liệu chống cháy, men gốm, thủy tinh, sơn, sứ. Trioxide antimon là hợp chất quan trọng nhất của antimon và sử dụng chủ yếu trong các vật liệu ngăn lửa. Các ứng dụng ngăn lửa bao gồm các thị trường như quần áo và đồ chơi trẻ em, các lớp bọc ghế ngồi trong ô tô và máy bay. Nó cũng được dùng trong công nghiệp sản xuất composit sợi thủy tinh như là phụ gia cho nhựa polyeste cho các mặt hàng như lớp che bọc động cơ máy bay hạng nhẹ. Nhựa này sẽ bắt cháy khi có lửa nhưng nõ sẽ bị dập tắt ngay khi lửa bị loại bỏ. Sulfide antimon là một trong các thành phần của diêm an toàn.
Trong thập niên 1950, các hạt nhỏ hợp kim chì-antimon được sử dụng làm cực phát và cực thu cho các tranzito biên hợp kim kiểu NPN.
Sulfide tự nhiên của antimon, gọi là stibnit, đã được biết đến và sử dụng từ thời kỳ cổ đại như là thuốc và mỹ phẩm. Stibnit vẫn còn được sử dụng ở một vài quốc gia đang phát triển như là thuốc. Antimon đã từng được sử dụng để điều trị bệnh sán màng. Antimon tự gắn nó với các nguyên tử lưu huỳnh trong một vài loại enzym nhất định mà cả cơ thể người lẫn sinh vật ký sinh đều cần. Một lượng nhỏ có thể giết chết sinh vật ký sinh mà không gây ra các thương tổn cho bệnh nhân. Antimon và các hợp chất của nó được sử dụng trong một vài loại thuốc thú y như Anthiomalin hay thiomalat antimon lithi, được dùng như là tác nhân điều hòa và làm mượt lông ở động vật nhai lại (trâu, bò). Antimon có hiệu ứng nuôi và điều hòa các mô keratin (sừng) hóa, ít nhất là ở động vật. Thuốc gây nôn Tartar là một loại thuốc có chứa antimon được dùng như là thuốc chống sán màng. Các diều trị chủ yếu có sự tham gia của antimon gọi là thuốc antimon.
Các loại dược phẩm dựa trên antimon như Allopurinol, Meglumin, cũng được coi là các loại thuốc cần dùng để điều trị sốt ruồi cát (do sinh vật nguyên sinh chi Leishmania gây ra) ở gia súc. Không may, mặc dù có chỉ dẫn điều trị thấp, nhưng thuốc này thẩm thấu kém qua xương ống, nơi mà một số sinh vật gây bệnh Leishmania sống, và vì thế việc chữa trị bệnh – đặc biệt khi ở nội tạng – là rất khó.
Đồng tiền làm từ antimon do tỉnh Quý Châu (Trung Quốc) phát hành năm 1931. Loại tiền này không phổ biến, do quá mềm và nhanh mòn khi lưu thông. Sau lần phát hành đầu tiên người ta không sản xuất nó nữa.

## Lịch sử

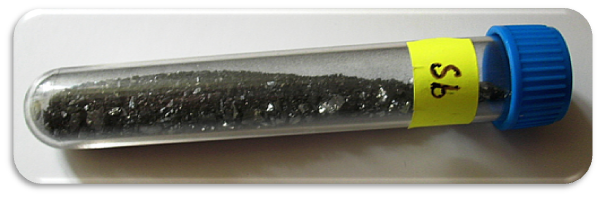
Một ống đựng antimon màu đen

Hợp chất sulfide của antimon, trisulfide antimon (III) (Sb2S3) được biết đến từ thời cổ đại, ít nhất là khoảng năm 3000 TCN. Dạng bột nhão của Sb2S3 trong chất béo hay trong các vật liệu khác đã được sử dụng kể từ khi có hóa mỹ phẩm dành cho mắt ở khu vực Trung Đông và một số nơi khác, Sb2S3 được gọi là phấn Kohl (phấn côn). Nó được dùng để làm sẫm lông mày và lông mi hay để vẽ đường viền quanh mắt.
Đồ tạo tác làm từ antimon có niên đại khoảng 3000 TCN được tìm thấy ở Tello, Chaldea (ngày nay thuộc Iraq), và vật làm từ đồng có bọc antimon có niên đại khoảng 2500-2200 TCN tìm thấy ở Ai Cập. Có sự không chắc chắn nhất định trong miêu tả về đồ tạo tác thu được từ Tello. Mặc dù đôi khi nó được coi là một phần của cái bình hay vò, hũ nhưng thảo luận chi tiết gần đây lại coi nó là một mảnh của vật với mục đích không xác định. Mảnh vật tạo tác này đã được trưng bày trong buổi thuyết trình năm 1892. Một bình luận thời đó cho rằng, "chúng ta chỉ biết về antimon ngày nay như là kim loại kết tinh và có độ cứng cao, rất khó có thể tạo hình thành chiếc bình hữu ích, và vì thế 'phát hiện' đáng chú ý này đại diện cho nghệ thuật đã mất về việc làm cho antimon thành dễ uốn." 
Theo lịch sử nghề luyện kim, miêu tả đầu tiên về thủ tục cô lập antimon nằm trong cuốn sách De la pirotechnia năm 1540 của Vannoccio Biringuccio, viếy bằng tiếng Italia. Cuốn sách này có trước cuốn sách nổi tiếng hơn viết năm 1556 bằng tiếng Latinh của Agricola, De re metallica, mặc dù Agricola thường được coi (một cách nhầm lẫn) là người phát hiện ra antimon dạng kim loại.

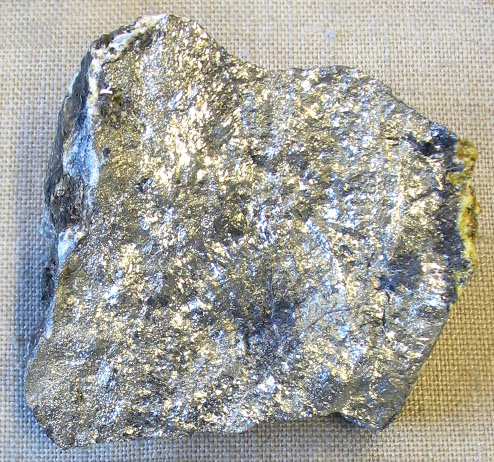
Một cục lớn chứa antimon tự nhiên với các sản phẩm oxy hóa.

Theo lịch sử truyền thống của thuật giả kim phương Tây, antimon kim loại được giả định là do giáo trưởng Basilius Valentinus miêu tả (trước Biringuccio) trong bản thảo viết tay bằng chữ Latinh, Currus Triumphalis Antimonii, có khoảng năm 1450. Bản viết tay này được công bố năm 1604 với bản dịch sang tiếng Anh là The Triumphal Chariot of Antimony của Johann Thölde (1565–1614). Sự phát hiện kỳ diệu ra toàn bộ bản viết tay của Valentinus, bao gồm cả các chuyện giả kim, được Jean-Jacques Manget miêu tả đầy đủ trong cuốn Bibliotheca chemica curiosa của ông (năm 1702): bản viết tay này được cất giấu trên 1 thế kỷ trong một cột trụ của tu viện St. Peter tại Erfurt, cho đến khi cột này bị vỡ do sét đánh. Nhiều học giả coi Basilius Valentinus như là một nhân vật huyền bí. Gottfried Wilhelm Leibniz (1646–1716) sau khi điều tra cẩn thận, đã tuyên bố rằng không có giáo trưởng Valentinus nào tồn tại trong tu viện ở Erfurt, mà tên gọi này có lẽ chỉ là bút danh – có lẽ của chính Thölde – sử dụng để pha trộn các tài liệu được phiên dịch kém với các nguồn gốc khác nhau.
Theo lịch sử truyền thống của giả kim thuật Trung Đông, antimon tinh khiết đã được Geber, người đôi khi được gọi là "Ông tổ của hóa học", biết đến từ thế kỷ VIII. Tuy nhiên vẫn còn một số mâu thuẫn đang để ngỏ. Marcellin Berthelot, người phiên dịch một số sách của Geber, thông báo rằng antimon đã chưa bao giờ được đề cập tới trong các cuốn sách đó, nhưng các tác giả khác lại cho rằng Berthelot chỉ dịch một vài cuốn ít quan trọng, trong khi những quyển đáng quan tâm hơn (một số trong chúng có thể có miêu tả về antimon) vẫn chưa được dịch và người ta hoàn toàn không biết rõ nội dung của chúng.

## Từ nguyên

Biểu tượng giả kim thuật của antimon

Các từ cổ để chỉ antimon chủ yếu có (như nghĩa chính của chúng, phấn kohl) sulfide antimon. Tuy nhiên Pliny Già phân biệt giữa dạng đực và cái của antimon; dạng đực của ông có lẽ là sulfide còn dạng cái tốt hơn, nặng hơn và ít vụn hơn thì có lẽ là antimon kim loại.
Người Ai Cập cổ đại gọi antimon là mśdmt; trong kiểu chữ tượng hình thì các nguyên âm là không chắc chắn, nhưng theo truyền thống Ả Rập thì từ này sẽ là mesdemet. Từ trong tiếng Hy Lạp, stimmi, có lẽ là từ vay mượn từ tiếng Ả Rập hay tiếng Ai Cập và được những nhà thơ bi kịch thành Athena sử dụng trong thế kỷ V TCN; sau này người Hy Lạp còn sử dụng từ stibi, như Celsus và Pliny, để viết bằng tiếng Latinh, trong thế kỷ I. Pliny còn đưa ra tên gọi stimi [nguyên văn], larbaris, thạch cao tuyết hoa, và "rất phổ biến" platyophthalmos, "mắt mở to" (từ hiệu ứng của mỹ phẩm). Muộn hơn, các tác giả Latinh đã làm thích ứng từ này bằng từ Latinh dưới dạng stibium. Từ Ả Rập cho chất, chứ không phải mỹ phẩm, có thể xuất hiện dưới dạng ithmid, athmoud, othmod, hay uthmod. Littré gợi ý rằng dạng thứ nhất và là sớm nhất, có nguồn gốc từ stimmida, (từ) đối cách của stimmi.
Việc sử dụng Sb như là ký hiệu hóa học tiêu chuẩn cho antimon là do nhà hóa học Jöns Jakob Berzelius trong thế kỷ XVIII đã sử dụng cách viết tắt này để chỉ tên gọi stibium.
Dạng chữ Latinh thời Trung cổ và sau đó là người Hy Lạp ở Byzantin (mà từ đó có tên gọi hiện nay) gọi nguyên tố này là antimonium. Nguồn gốc của từ này không chắc chắn; tất cả mọi gợi ý đều gặp khó khăn hoặc là ở dạng viết ra hoặc là ở cách diễn giải. Từ nguyên phổ biến, từ anti-monachos hay từ tiếng Pháp antimoine, vẫn có quan hệ chặt chẽ; thì nó có nghĩa là "kẻ giết thầy tu", và được giải thích là do nhiều nhà giả kim thuật thời kỳ đầu là các thầy tu, còn antimon thì là chất độc. Vì thế từ giả thuyết trong tiếng Hy Lạp antimonos, "chống lại ai đó", được giải thích như là "không được thấy như là kim loại" hay "không được thấy ở dạng không tạo hợp kim".
Lippmann phỏng đoán từ Hy Lạp anthemonion, có nghĩa là "hoa nhỏ" và ông trích dẫn một vài ví dụ về các từ Hy Lạp tương ứng (nhưng không có từ này) trong đó miêu tả sự nở hoa hóa học hay sinh học.
Những sử dụng sớm của từ antimonium bao gồm các kiểu dịch trong giai đoạn 1050-1100 của Constantinus Africanus cho các luận thuyết Ả Rập thời Trung cổ. Một vài tài liệu có uy tín cho rằng antimonium là sự sửa chữa sai lệch trong sao chép của dạng chữ Ả Rập nào đó; Meyerhof chuyển hóa nó từ ithmid; Meyerhof được trích dẫn trong Sarton, trang 541, cho rằng ithmid hay athmoud bị sửa sai lạc trong "các phiên dịch Latinh thô sơ" Trung cổ
OED cho rằng một vài dạng Ả Rập là nguồn gốc và nếu ithmid là từ gốc thì nó sẽ ấn định athimodium, atimodium, atimonium là các dạng trung gian.
Các khả năng khác có Athimar, tên gọi tiếng Ả Rập để chỉ kim loại và từ giả thuyết *as-stimmi, có nguồn gốc từ hay song song với tiếng Hy Lạp. Một trong các ưu thế của as-stimmi là ở chỗ nó có âm tiết tổng thể chung với antimonium.

## Nguồn

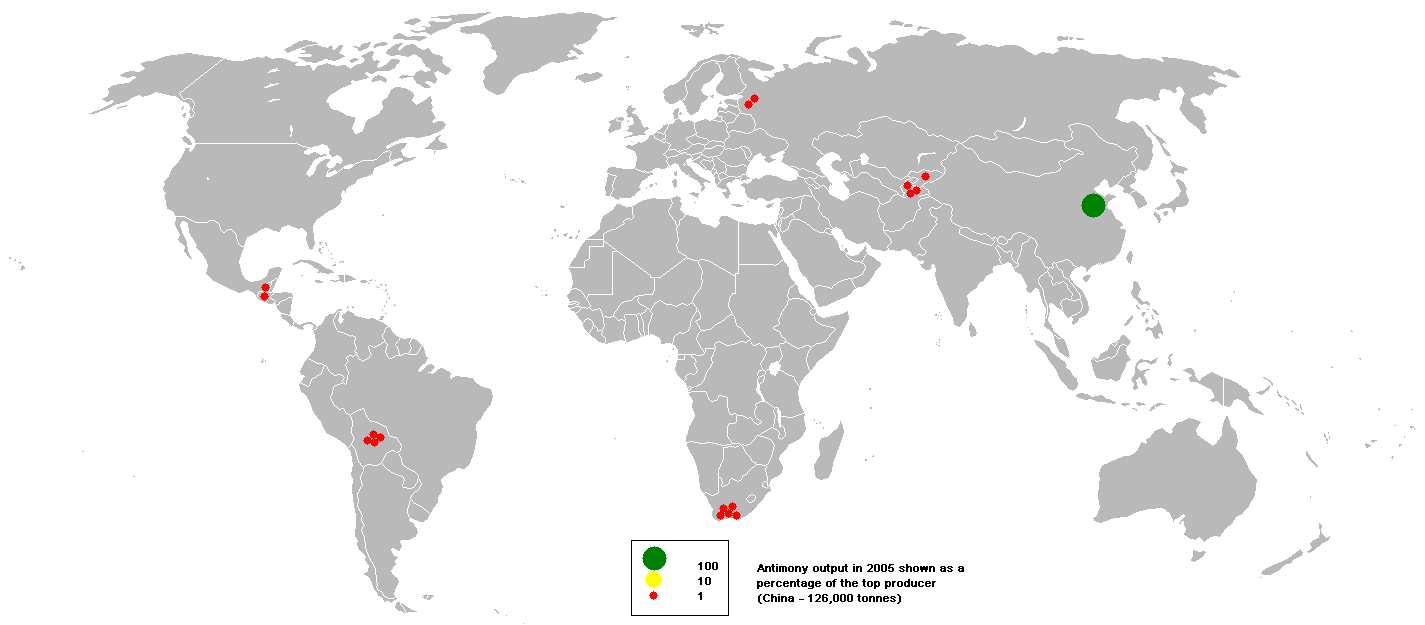
Sản lượng antimon năm 2005

Xu hướng sản xuất antimon toàn thế giới.

## Nguy cơ
Antimon và nhiều hợp chất của nó là độc hại. Về mặt lâm sàng, ngộ độc antimon tương tự như ngộ độc asen. Ở các liều lượng nhỏ, antimon gây ra đau đầu, hoa mắt, trầm cảm. Các liều lượng lớn gây ra buồn nôn nhiều và thường xuyên và có thể gây tử vong sau vài ngày.
Xem thêm Ngộ độc asen.
Một nghiên cứu  phát hiện thấy antimon có thể thẩm thấu từ các chai đựng nước bằng PET, nhưng ở mức thấp hơn các chỉ dẫn dành cho nước uống. Các chỉ dẫn phổ biến là:
- WHO, 20 µg l−1
- Nhật Bản, 15 µg l−1[21]
- EPA Hoa Kỳ, Ytế Canada và Bộ Môi trường Ontario, 6 µg l−1
- Bộ Môi trường Liên bang Đức, 5 µg l−1[22]

## Hợp chất
Các hợp chất quan trọng của antimon là:
- Pentaflorua antimon SbF5
- Trioxide antimon Sb2O3
- Stibin (trihiđrua antimon SbH3)
- Antimonua indi (InSb)
- Acid fluoroantimonic (H2FSbF6)

Xem thêm Hợp chất antimon.